# ۴۲۷ (خورشیدی)
۴۲۷ چهارصد و بیست و هفتمین سال هجری خورشیدی است.

## زادگان
- ۲۸ اردیبهشت - عمر خیام،(درگذشته: ۵۱۰) ریاضی‌دان، فیلسوف و شاعر ایرانی